# Alexander Anderson (Botaniker)

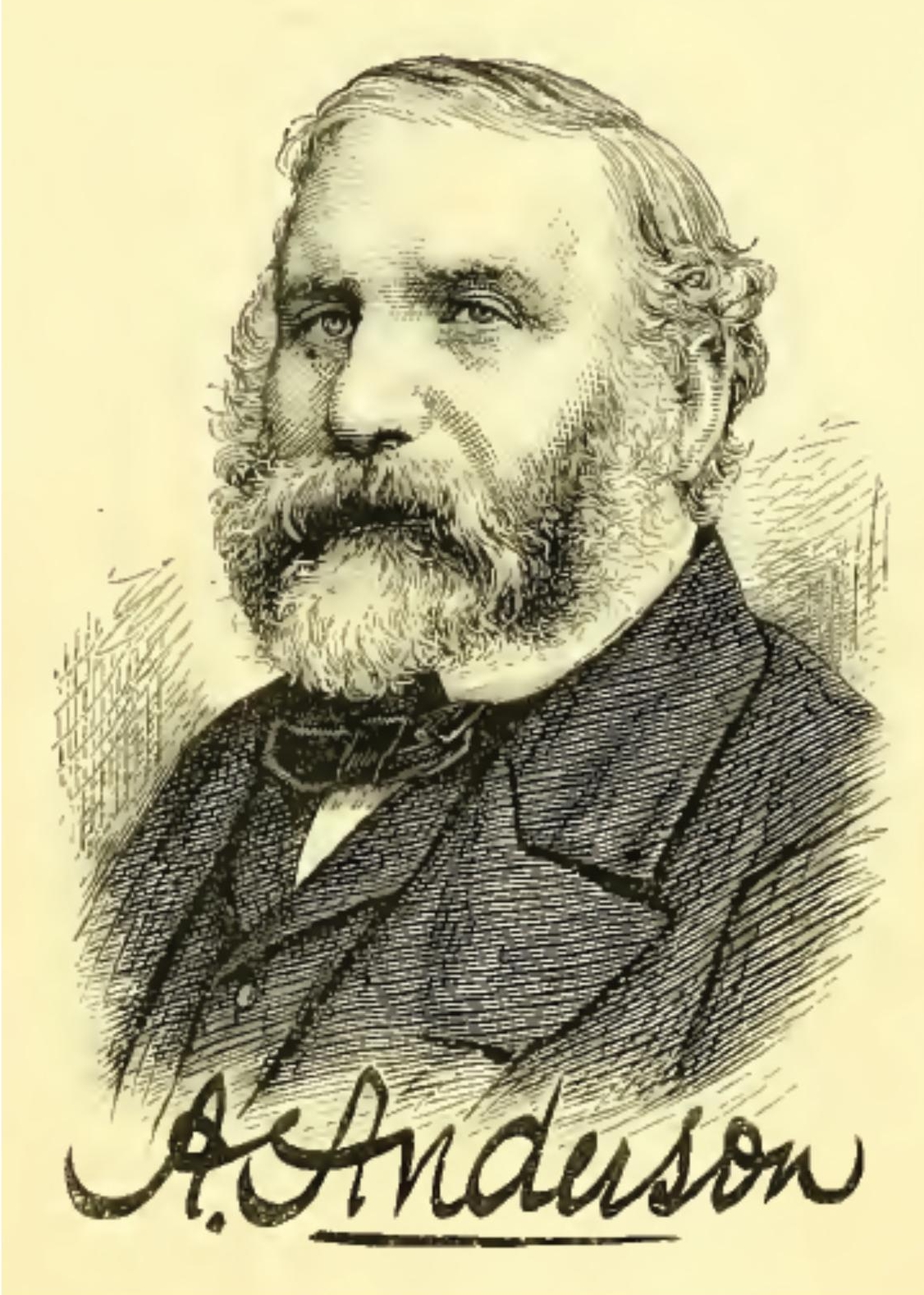
Alexander Anderson

Alexander Anderson FRSE FLS (* 1748 in Aberdeen, Schottland; † 1811) war ein schottischer Chirurg, Entdecker und Botaniker, der von 1785 bis 1811 als Superintendent des Botanischen Gartens der Karibik-Insel Saint Vincent wirkte. Sein botanisches Autorenkürzel ist A.Anderson.

## Leben

### Jugend und Bildung
Anderson wurde in Aberdeen geboren. Er studierte an der University of Edinburgh, wo er von William Cullen (Professor für Medizin und Chemie) und John Hope (Professor für Botanik und Materia Medica/Pharmakologie) unterrichtet wurde. Sein Landsmann (Aberdonian) William Forsyth stellte ihn kurzzeitig am Chelsea Physic Garden in London an, bevor Anderson 1774 nach New York emigrierte, wo er bei seinem Bruder John unterkam, einem Drucker. Nachdem eine Petition der Ärzte William Wright und Thomas Clarke aus Jamaika 1798 angenommen wurde, wurde Anderson der Ehrentitel 'Degree of Doctor in Physick' der University of St. Andrews verliehen. Die Petition bezeichnete ihn als Assistant Surgeon to his Majesty’s forces in St. Vincent und bekräftigte, dass er „educated in Scotland“ (ausgebildet in Schottland) sei mit Wissen „in allen Bereichen der Medizin, Naturgeschichte und Philosophie“ („in all branches of Medicine, Natural History and Philosophy“).
Wenig ist bekannt über Andersons Charakter. Nur ein Eintrag aus dem Journal der britischen Botanikerin Henrietta Liston 1800 beschreibt ihn als 'freundlichen', 'gut-aussehenden Schotten' ('kind', 'good-looking Scotchman'), sehr 'freigiebig in der Herausgabe seiner Pflanzen' ('liberal in giving his plants') und 'sehr freundlich in seinen Angeboten für Proviant [für Liston] für ihre Rückkehr nach Schottland' ('very kind in his offers of supplying [Liston] on [her] return to Scotland').

## Familie
Die Aufzeichnungen deuten darauf hin, dass Anderson eine Elizabeth Alexander aus Antigua heiratete, welche Liston als 'sehr taub durch irgendeinen Unfall' ('very deaf from some accident') bezeichnete. Offenbar hatten sie eine Tochter namens Elizabeth, die später John Pemberton Ross, den Speaker des House of Assembly on St. Vincent heiratete. Andersons Frau hat einen Eintrag im Journal of the House of Commons von 1815, dort ist verzeichnet, dass sie als „Witwe von Dr. Alexander Anderson, in Anbetracht seiner Dienste als Superintendent des Botanischen Gartens zu St. Vincent’s“ £100 per annum erhalten sollte. Andersons Neffe Alexander Anderson – einer der ersten Holzschnitt-Künstler von Amerika – berichtet von einem Besuch bei dem Onkel, damals 'Kings Botanist auf der Insel St. Vincent' ('King's botanist in the Island of St. Vincent') 1798: Er blieb im Botanischen Garten (einem perfekten Paradies zu der Zeit) für etwa drei Monate, aber wollte kein Angebot für eine Anstellung annehmen, die 'ihn unabhängig gemacht hätte' ('would have made [him] independent').

## Botanischer Garten von Saint Vincent
Ab 1785 diente Anderson als einer der ersten zwei Superintendent Curators des St Vincent Botanic Garden, zusammen mit George Young. Anderson arbeitete im Botanischen Garten für mehr als 25 Jahre, in denen er auch mehrere Reisen durch die Guyanas, St. Vincent und Trinidad und Tobago unternahm und dabei mehr als 100 Varietäten karibischer Pflanzen entdeckte, die neu für die botanische Wissenschaft waren. Während seiner Amtszeit nahm die Artenzahl im botanischen Garten von 348 auf über 3.000 zu. Er war Korrespondent von Sir Joseph Banks, durch welchen er 1789 Beiträge für die Royal Society einbringen konnte, unter anderem über einen Bitumen-See auf St. Vincent, welcher in dem Jahr in den Philosophical Transactions veröffentlicht wurde.
Im Januar 1791 wurde er als Fellow of the Royal Society of Edinburgh gewählt, nach einem Vorschlag durch Daniel Rutherford, John Walker und William Wright. Im selben Jahr ging er nach Guiana auf botanische Expedition; die Pflanzen, die er dabei sammelte, sandte er an Banks. Sie befinden sich heute im Herbarium des British Museum. Er wurde in dem Jahr auch in die American Philosophical Society gewählt.
Die Society of Arts ehrte ihn 1798 mit einer Silbermedaille für eine Abhandlung über die Pflanzen im botanischen Garten in St. Vincent. Er bedachte die Abfassung einer Flora of the Caribbean Islands. Einige Blätter dazu sandte er an Banks; aber das Projekt wurde nie verwirklicht. Er trat im Juli 1811 von seinem Posten zurück und starb am 8. September desselben Jahres (die Royal Society of Edinburgh verzeichnet als Todesdatum den 10. Mai 1811).
Andersons Nachfolger wurde sein Freund, der Wundarzt William Lochhead.

## Die Brotfrucht
Am 23. Januar 1793 informierte Anderson Joseph Banks über die Ankunft von Kapitän William Bligh mit der HMS Providence mit „etwa 100 der Brotfrucht“ (about 100 of the Breadfruit) von Tahiti. Anderson war frustriert, weil er aufgrund einer „Voreingenommenheit“ ('partiality') für den botanischen Gartens in Jamaika nur die „kleinsten und kränklich aussehnde Pflanzen erhielt“ ('the smallest and most sickly looking plants'), während die „größten und gesünndesten“ ('largest and most healthy') nach Norden gesandt wurden in die Gärten in Liguanea und Bath. Obwohl William Bligh das Verdienst zugeschrieben wird, die Brotfrucht in die Karibik gebracht zu haben, zeigen Aufzeichnungen, die von Reverend Lansdown Guilding gemacht wurden, dass Anderson bereits vorher Exemplare erhalten hatte ('previous to thee arrival of the Providence'), als „eine junge Pflanze[...] zum Garten gesandt wurde“ ('a young plant... was sent to the Garden') von französischen Naturkundlern in Martinique. In ihrem Journal berichtet Henrietta Liston (1800) von der Brotfrucht in St. Vincent „in großem Überfluss und Perfektion“ ('in great abundance & perfection') und Anderson sei die „einzige Person auf der Insel, die ihren Sklaven bereits erlaubt habe davon zu essen“ ('the only person' on the Island who had 'as yet obliged his slaves' to eat it).

## Beziehungen zu den Gouverneuren von St. Vincent
Anderson selbst beschreibt in seinem Account die Beziehungen mit den Behörden der Insel, welche sich zeitweise turbulent entwickelten. Der erste Eklat ereignete sich mit Gouverneur Edmund Lincoln, der zwischen 1783 und 1787 in St. Vincent residierte. In Briefen an William Forsyth wird angedeutet, dass Andersons Anstellung beim Garten vom Gouverneur angefochten wurde, der 1785 'sich das Grundstück und das Haus [des Superintendents] für eigenen Gebrauch angeeignet hatte', als 'gewöhnliche Weide für seine Rinder' ('[appropriated] the ground and [superintendent's] house to his own use'; namely as a 'common pasture for his cattle'). Obwohl Anderson das Haus schon für die 'Bequemlichkeit' ('Convenience') seiner eigenen Frau und seiner Tochter umgebaut hatte, war er gezwungen in einer Taverne in Kingstown Unterschlupf zu suchen. 'Die Ausgaben dort waren weit über seinen finanziellen Möglichkeiten' ('expense of which was far above [his] finances'). Nachdem Lincoln drohte den Garten 'der Krone zu Entfremden' ('alienate [the Garden] from the Crown') wurde der Streit letztlich gelöst, indem das War Office von London die notwendigen Befehle erteilte ('dispatched the necessary orders' to '[re-establish] the old Botanic Garden and House'); wenn auch mit einer Warnung, dass das 'dauerhafte' Überleben an Andersons 'Einhaltung einer sehr strengen Wirtschaftsführung' ('attention to the most ridgid economy') hinge.
Trotz Gouverneur Valentine Morris’ augenscheinlichem Enthusiasmus’ für Gartenkultur und ländliche Wirtschaft' ('fondness of horticulture and rural economy') konnte Andersons Vorgänger Dr. George Young bis dahin nicht die nötige Unterstützung ('assistance and support') für den Garten sichern (1772–1776), bei dem 'unglücklichen Zustand der Inselpolitik' ('the unhappy state of island politics'), welcher Ausschloss, dass 'nützliche Arbeiten und Mittel' ('useful labour and funds') zur Verfügung gestellt würden.

## Korrespondenz und Austausch
Andersons Netzwerk und internationale Korrespondenz war enorm. Während seiner Zeit im botanischen Garten St. Vincent wurde die 'Masse an Korrespondenten so groß, dass ein großer Teil seiner Zeit und Aufmerksamkeit durch die Beantwortung der Post verbraucht wurde' ('correspondents became so large that great part of [his] time and attention were taken up in answering them'). Laut seinem eigenen Account bedingte die spärlich vorhandene wissenschaftliche Expertise in der Karibik eine 'Korrespondenz mit Wissenschaftlern und besonders Liebhabern der Botanik in jedem Teil (des Vereinigten Königreiches) zu dem die Kommunikation gehalten werden konnte' ('correspondence with scientific men' and 'particularly lovers of botany in every part to which a communication could be kept open'); vor allem die 'freien Sendungen für Samen und Pflanzen' ('liberal returns for seeds and plants') von überall in der Welt waren ihm wichtig.
In Nordamerika waren einige von Andersons berühmtesten Korrespondenten Thomas Jefferson, George Washington und Benjamin Vaughan, der damalige Verhandlungsführer für Britannien in der Verfassung des Friedens von Paris. Die erhaltenen Briefe zwischen Anderson und Washington zeigen, dass Samen aus St. Vincent selbst 1789 versandt wurden. Im Gegenzug erhielt Anderson Exemplare von Olivenbäumen. 1790, ein Jahr später, sandte Jefferson Samen von 'Rotem Trockenreis' ('the dry red rice') an den Botanischen Garten und informierte Anderson über zukünftige Möglichkeiten für Importe aus China.
Andere Korrespondenten in den 'Amerikas' waren der spanische Gouverneur von Trinidad José María Chacón. Dessen 'freiheitliche Gesinnung' (liberal sentiments) und Ermutigung ('encouragement') für 'Abenteurer von den Britischen Inseln' ('adventurers from British islands') brachten ihm 1786 eine 'reiche Ernte' ('reap a great harvest [of plants]') – und eine Zahl ungenannter Kontakte auf der Insel St. Lucia. Anderson identifizierte einen dieser Korrespondenten als 'einen Gentleman', welcher 'den echten Zimt' ('obtained [the true Cinnamon]') erhalten hatte, und ihn auf einer Fregatte mit weiteren 'wertvollen Pflanzen' ('valuable plants') von der Île de France nach St. Domingo verschiffte.
Die Korrespondenten Andersons waren nur zu kleinen Anteilen Amerikaner, Spanier, Holländer und andere. Der überwiegende Teil mit 65 % waren Franzosen: 'die wertvollsten Korrespondenten [im Karibischen Archipel] waren diejenigen aus den französischen Kolonien' ('the most valuable correspondents [in the Caribbean Archipelago being] those from the French colonies'). Da die Bourbonenmonarchie grundsätzlich effektiver im interkontinentalen Pflanzentransfer war, verfügten die französischen Karibischen Inseln über viel mehr exotische Nahrungsmittel, botanische 'Notwendigkeiten und Lebenskomfort' ('possessed many more [...] necessities, and comforts of life'). Anderson bemühte sich für seinen Garten in St. Vincent solche Pflanzen zu erwerben. Sein Account berichtet, dass der Superintendent ohne adäquate Unterstützung der britischen Verwaltung für Kolonial-Botanik französische Kontakte von St. Domingue, Guadeloupe, Martinique, St. Lucia and Französisch-Guayana pflegen musste, um seltene Pflanzenarten zu bekommen.
Zu den französischen Kontakten Andersons zählten François-Claude-Amour de Bouillé und Victor Hugues. Noch 1802 sandt Anderson einige Boxen mit Pflanzen an Hugues im Austausch gegen den echten Muskatnussbaum ('some boxes, with plants [he] conceived were not [at Cayenne] to Hughes in return for the True Nutmeg').

## Forschungsreisen in der Karibik
Anderson unternahm ausgedehnte Reisen in seiner Zeit auf St. Vincent. Die südliche Lage der Insel begünstigte Reisen auf den Kontinent und Beschränkungen für ausländische Besucher in den Gebieten der Spanier in Südamerika sorgten dafür, dass er öfters Expeditionen in die Kolonien von Trinidad und in Niederländisch-Guayana, mitsamt Berbice, Demerara und Essequibo unternahm. Reisen in die genannten Kolonien wurden 1791 unternommen, als Anderson mit seinem Assistenten William Lochhead auf einem kleinen Schoner aufbrach um Pflanzen zu erforschen; die Kolonien waren bis dahin 'nur selten von Forschern besucht worden' ('having been very little visited by naturalists') und das Landesinnere galt generell als undurchdringlich. Anderson langte am 6. März in Barbados an, um dort mehr Informationen über die 'seichte und gefährliche Küste' Guianas ('low and dangerous coast') einzuholen, bevor er am 19. März zur Mündung des River Demerary weitersegelte. Laut seines Account fand er 'zahlreiche der schönsten und seltensten Büsche, sowie Kräuter, die sonst nirgends gefunden werden' ('a number of the most beautiful and rare shrubs as well as herbaceous plants nowhere else found'). Bis Juni kehrten Anderson und Lochhead zur Flussmündung zurück, wo sie auf den Neffen des holländischen Anatomen Bernhard Siegfried Albinus trafen und Mr. Cummings, einen unbekannten 'Scotchman by birth' (geborenen Schotten). Sie kehrten mit zahlreichen neuen Pflanzen nach St. Vincent zurück und Andersons 'wärmste Hoffnungen' ('most sanguine expectations') waren übertroffen.
Der Schriftwechsel mit der Royal Society deutet darauf hin, dass Anderson 1789 auch eine Exkursion nach Trinidad unternahm mit dem Ziel einen Bitumensee zu erforschen, der als La Bray oder Tar Lake bekannt war. Sein Bericht wurde in London am 19. Februar verlesen. Fünf Jahre früher hatte Anderson bereits den ersten dokumentierten Aufstieg auf den Morne Garou, einen Berg auf St. Vincent gemacht. Die Beschreibung des Vulkans und des Gipfels war 1784 ebenfalls in den Philosophical Transactions der Royal Society veröffentlicht worden und die Expedition war durch die Gastfreundschaft eines unbekannten Franzosen, Mr. Gasco, ermöglicht worden. Lansdown Guilding schreibt, Anderson habe bei dieser Expedition den Krater des Morne Soufriére entdeckt.
Vor seiner Ernennung als Superintendent des Botanischen Gartens von St. Vincent hatte Anderson bereits mehrere Monate in Grenada verbracht, bevor er eine Reiseerlaubnis von General Mathew erhielt, die Insel Dominika zu besuchen. Davor hatte er Expeditionen auf der Insel St. Lucia unternommen und eine Reise in die Gebiete des „Spanish Main“ (Mittelamerika) auf einer Sibylle-class Fregatte mit Hilfe von General Cornelius Cuyler.

## Medizin und Pharmazie
Viele der Pflanzen und Sämereien, welche Anderson durch seine internationale Korrespondenz erwerben konnte, galten als pharmakologisch Bedeutsam. Historiker konnten zeigen, dass die gravierenden ökologischen Umwälzungen durch den großflächigen Anbau von Zuckerrohr im 18. Jahrhundert eine demographisch katastrophale Umgebung schufen, in welcher zahlreiche 'Karibische Fieber' rasant um sich griffen. In St. Vincent gab es hohe Sterblichkeitsraten durch Yaws, Dysenterie, Malaria und Pocken. In einem Brief vom 16. Februar 1785 schrieb bereits Andersons Vorgänger Dr. George Young an General Robert Melvill über seine Besorgnis, das die britischen Soldaten mit einer 'Rate von zwei zu einem' ('rate of two to one') während ihrer ersten vier Jahre auf der Insel starben, und Kinder in den West Indies – fast alle im Alter von drei Jahren oder darunter ('almost all of three years of age and under') besonders verletzlich gegenüber 'sicherer Zerstörung' ('certain destruction in the West Indies') seien.
In der verzweifelten Suche nach prophylaktischen Arzneien und Behandlungen experimentierte Anderson mit Pflanzen-Arzneien und erstellte später den Hortus St. Vincentii: eine Liste von Pflanzen, die im Garten in St. Vincent wuchsen und welche er für medizinisch effektiv gegen Krankheiten wie Ödeme (dropsy), Dermatophytose (ringworm) und Rheuma ansah. Viele dieser Pflanzenarten wurden Anderson von einem französischen Botaniker aus Cayenne zugesandt. Andere wurden durch Befragungen der Sklavenpopulation auf der Insel entdeckt.